# Friedrich Hirschl
Friedrich Hirschl (24 gennaio 1888 – ...) è stato un calciatore austriaco.

## Statistiche

### Cronologia presenze e reti in nazionale
| Cronologia completa delle presenze e delle reti in nazionale ― Austria | Cronologia completa delle presenze e delle reti in nazionale ― Austria | Cronologia completa delle presenze e delle reti in nazionale ― Austria | Cronologia completa delle presenze e delle reti in nazionale ― Austria | Cronologia completa delle presenze e delle reti in nazionale ― Austria | Cronologia completa delle presenze e delle reti in nazionale ― Austria | Cronologia completa delle presenze e delle reti in nazionale ― Austria | Cronologia completa delle presenze e delle reti in nazionale ― Austria |
| Data                                                                   | Città                                                                  | In casa                                                                | Risultato                                                              | Ospiti                                                                 | Competizione                                                           | Reti                                                                   | Note                                                                   |
| ---------------------------------------------------------------------- | ---------------------------------------------------------------------- | ---------------------------------------------------------------------- | ---------------------------------------------------------------------- | ---------------------------------------------------------------------- | ---------------------------------------------------------------------- | ---------------------------------------------------------------------- | ---------------------------------------------------------------------- |
| 6-6-1908                                                               | Vienna                                                                 | Austria                                                                | 1 – 6                                                                  | Inghilterra                                                            | Amichevole                                                             | -                                                                      |                                                                        |
| 8-6-1908                                                               | Vienna                                                                 | Austria                                                                | 1 – 11                                                                 | Inghilterra                                                            | Amichevole                                                             | 1                                                                      |                                                                        |
| Totale                                                                 |                                                                        | Presenze                                                               | 2                                                                      |                                                                        | Reti                                                                   | 1                                                                      |                                                                        |